# Sneakers (canción)
«Sneakers» es una canción del grupo surcoreano Itzy. Fue lanzada como sencillo principal de su sexto miniálbum Checkmate el 15 de julio de 2022 por JYP Entertainment y Republic Records. También se incluyó una versión en inglés en el álbum.
La canción fue escrita por Friday (Galactika), OGI (Galactika), Didrik Thott y Jessica Pierpoint, y compuesta por D. Thott, Sebastian Thott y Pierpoint. En su versión en inglés, colaboró además en la escritura Sophia Pae.

## Antecedentes y lanzamiento
El 2 de junio de 2022, JYP Entertainment anunció que Itzy lanzaría su quinta obra extendida coreana titulada Checkmate el 15 de julio, después de casi nueve meses desde su último lanzamiento, el álbum de estudio Crazy in Love, con «Sneakers», anunciado como el sencillo principal del miniálbum.
El 13 de junio se publicó una foto conceptual del grupo. El 11 de julio se lanzó un vídeo con un medley de cada una de las canciones del álbum. El 12 de julio se lanzó el tráiler del vídeo musical. La canción junto con su vídeo musical fue lanzado el 15 de julio de 2022.

## Composición y letras
La canción fue escrita por Friday (Galactika), OGI (Galactika), Didrik Thott y Jessica Pierpoint y compuesta por Didrik Thott, Jessica Pierpoint y Sebastian Thott, mientras que los arreglos estuvieron a cargo de Sebastian Thott. La versión en inglés fue escrita además por Sophia Pae. Rolling Stone India señaló que «Sneakers» de Itzy «sin duda, sirve como un capítulo adicional en la creciente discografía del grupo, que comparte historias de cómo vivir la vida sin ser forzado a encajar en un molde».
«Sneakers» está escrita tanto en inglés como en coreano y está compuesta en clave de sol mayor, con un tempo de 120 pulsaciones por minuto.

## Vídeo musical
El 12 de julio de 2022 se lanzó un clip de adelanto de 20 segundos. Al día siguiente se lanzó un nuevo vídeo de adelanto de 15 segundos. Ambos clips alcanzaron más de 7 millones de visitas antes del lanzamiento. El vídeo musical que lo acompaña fue lanzado en el canal de YouTube de JYP Entertainment el 15 de julio de 2022, coincidiendo con el lanzamiento del álbum.
El vídeo musical fue producido por SL8 Visual Lab y dirigido por 725. El vídeo comienza con Yeji vistiendo un vestido extravagante caminando en un pasillo con fotografías enmarcadas de zapatillas moradas. La siguiente escena muestra al quinteto engalanado con joyas, bailando y cantando en un lujoso palacio con un gran entorno de tronos, estatuas, candelabros y, sobre todo, una estructura de una zapatilla hecha con mármol. La escena cambia a un centro de control militar donde asumen el mando. Más adelante en el clip, el grupo muestra su coreografía en una tienda de zapatillas en el espacio exterior. El vídeo musical termina con el grupo pavoneándose en su icónica pose de 'corona'.

## Promoción
Antes del lanzamiento del álbum, el 15 de julio de 2022, Itzy realizó un evento en vivo en colaboración con Mnet llamado "ITZY COMEBACK SPECIAL 'CHECKMATE" para presentar el álbum y comunicarse con sus fanáticos. Tras el lanzamiento del álbum, el grupo interpretó «Sneakers» el 15 de julio en el  programa Music Bank de KBS2, seguido de una actuación en el popular programa de música estadounidense MTV Fresh Out Live en la mañana del 16 de julio. También promovieron en el programa Show! Music Core de MBC y en Inkigayo de SBS el 17 de julio. También se presentaron en el programa estadounidense The Late Show with Stephen Colbert el 22 de julio para la serie #LateShowMeMusic.

## Reconocimientos

### Premios y nominaciones
| Año  | Evento                       | Premio                       | Resultado | Ref.   |
| ---- | ---------------------------- | ---------------------------- | --------- | ------ |
| 2022 | Asian Pop Music Awards       | Canción del Año - Extranjero | Nominado  | [ 15 ] |
| 2022 | Circle Chart Music Awards    | Canción del año - julio      | Pendiente | [ 16 ] |
| 2022 | KBS World Radio K-Pop Awards | Mejor canción del año        | Nominado  | [ 17 ] |

### Premios en programas de música
| Programa             | Fecha                | Ref.   |
| -------------------- | -------------------- | ------ |
| Music Bank (KBS 2TV) | 22 de julio de 2022  | [ 18 ] |
| M! Countdown (Mnet)  | 11 de agosto de 2022 | [ 19 ] |
| Inkigayo (SBS)       | 14 de agosto de 2022 | [ 20 ] |

### Listados
| Publicación  | Lista                                         | Ranking  | Ref.   |
| ------------ | --------------------------------------------- | -------- | ------ |
| Amazon Music | Lo mejor de 2022: K-Pop                       | Incluida | [ 21 ] |
| Genius Korea | Las 100 canciones más populares del 2022      | 71.º     | [ 22 ] |
| Hypebae      | The best K-Pop songs and music videos of 2022 | Incluida | [ 23 ] |

## Posicionamiento en listas
| Lista (2022)           | Mejor posición |
| ---------------------- | -------------- |
| Corea del Sur (Circle) | 5              |
| Malasia (Billboard)    | 15             |
| Nueva Zelanda (RMNZ)   | 36             |
| Taiwán (Billboard)     | 11             |

## Historial de lanzamiento
| País  | Fecha               | Formato                       | Sello                               | Ref.   |
| ----- | ------------------- | ----------------------------- | ----------------------------------- | ------ |
| Mundo | 15 de julio de 2022 | CD Descarga digital streaming | JYP Entertainment, Republic Records | [ 28 ] |